# 近衛府
近衛府（このえふ、こんえふ）は、令外官のひとつ。和訓は「おおきちかきまもり」・「ちかきまもりのつかさ」。唐名は「羽林」。

## 概要
近衛府は左右があり、長官は大将、次官は中少将、判官を将監、主典を将曹という。その下に、府生・番長・近衛舎人があり、その他、各種の職名があった。
兵仗を帯して禁中（平安京では内裏の内郭、宣陽門・承明門・陰明門・玄輝門の内側）を警衛した。また朝儀に列して威容を整え、行幸の際には前後を警備し、皇族や高官の警護も職掌とした。
平安時代中期以降、朝政の儀礼化に伴い幹部は名誉職化、兵士は儀仗兵化した。六衛府（ろくえふ。左右の近衛府・衛門府・兵衛府）の中では最も地位が高かった。
天平宝字3年（759年）に設置された授刀衛を天平神護元年（765年）2月3日に近衛府と改称し、さらにこれと神亀5年（728年）設置の中衛府とを大同2年（807年）4月22日に改組し、近衛府を左近衛府（さこんえふ）、中衛府を右近衛府（うこんえふ）とした。前者は大内裏の陽明門の北、後者は殷富門の北に置かれた。

## 内部官職
大将
四等官の長官（カミ）に相当する。権官はない。左右に各1名（左近衛大将・右近衛大将）。それぞれ「左大将」・「右大将」と略す。羽林大将軍、親衛大将軍、虎牙大将軍、幕府、幕下といった唐名で呼ぶこともある。
天平神護元年（765年）2月3日の設置当初は正三位の官位相当だったが、延暦12年（793年）に従四位上の官位相当に降格した。延暦18年（799年）4月27日に従三位相当に昇叙し定着した。古くは参議以上の兼務であったが、平安時代中期以後には左大臣以下権大納言以上の兼任が定制となり、大納言に勝る重職と見られるようになった（ただし、摂関家嫡男などが権中納言で大将を兼任する例もよく見られた）。馬寮御監を兼任することもある。
- 近衛大将の辞令（宣旨）の例：「日光東照宮文書」
從二位行權大納言源朝臣家康
從二位行權大納言源朝臣敦通宣
奉　勅件人宜令兼任左近衞大將者
天正十五年十二月廿八日　掃部頭兼大外記造酒正中原朝臣師廉奉
- （訓読文）
従二位行権大納言源朝臣家康
従二位行権大納言源朝臣敦通、宣る
勅を奉るに、件の人、宜しく左近衛大将を兼任せしむべし者
天正15年（1587年）12月28日　掃部頭兼大外記造酒正中原朝臣師廉、奉る
※ 従二位行権大納言源朝臣家康とは徳川家康、従二位行権大納言源朝臣敦通とは久我敦通、掃部頭兼大外記造酒正中原朝臣師廉とは押小路師廉のことである。

中将
四等官の次官（スケ）に相当する。少将も「スケ」であるので「おお(大)いスケ」と呼ばれた。左右に各1 ～ 4名。それぞれ「左中将」・「右中将」と略す。親衛中郎将、親衛将軍、羽林将軍といった唐名のほか、次の少将とあわせて「三笠山」・「次将」という別名がある。
天平神護元年（765年）2月3日の設置以来、従四位下の官位相当。当初は1名だったが、天長年間には権官が1名置かれるようになり、10世紀末までには正官2名・権官1名の計3人となり、11世紀後半には左右各4名とされた。12世紀後半になるとさらに人数が増加するようになり、後白河院政期には各6 ～ 7名在籍する例も見られるようになる。後には正員は置かれず、権官のみとなる。中将が蔵人頭に補されると「頭中将」と呼ばれ、近衛中将を兼任する参議は「宰相中将」と呼ばれる。中納言や権中納言が中将を兼任している場合は「中納言中将」という。非参議四位の中将が三位に叙され「中将如元」とされた者は「三位中将」と呼ばれ、三位中将が非参議のまま二位に叙された場合には「二位中将」と呼ばれる。摂関家の嫡男などが五位のまま中将になる例もあり、「五位中将」と呼ばれた。
少将
四等官の次官（スケ）に相当するが、中将の「おお（大）いスケ」に対し「すな（少）いスケ」と呼ばれた。左右に各2 ～ 4名。それぞれ「左少将」・「右少将」と略す。羽林郎将、親衛郎将、羽林中郎将、亜将、虎賁中郎将といった唐名がある。
天平神護元年（765年）2月3日の設置以来、正五位下の官位相当。当初は1名だったが後に増員され、天応元年（781年）6月1日に員外近衛少将が廃止された際に定員2名となる。その後、9世紀半ばには権官が設置されて正官2名・権官1名の計3人となり、11世紀初めには左右各4人在籍する例が見られるようになった。12世紀後半になるとさらに人数が増加するようになり、後白河院政期には各7 ～ 8名在籍する例も見られるようになる。後には正員は置かれず、権官のみとなる。中将とほぼ同じ職掌。五位蔵人を務める少将は「蔵人少将」と呼ばれた。五位少将が四位に叙された際に少将を止めず「少将如元」とされた場合など、四位の位階でこの官を務める者は「四位少将」と呼ばれた。例は少ないが三位に叙されても少将のままでいる場合は「三位少将」と称した（平安時代では藤原道長、藤原頼通、藤原忠家、藤原基実の4名が三位少将を経験している）。二位の位階でこの官に就く場合もあったとされるが、平安時代においてはその例は皆無であり、鎌倉時代に正三位右少将藤原教実が承久3年（1221年）1月5日に従二位に叙されたのが初例である。

近衛中将・少将はともに四等官の次官にあたるために、近衛次将（このえのじしょう）とも称した。近衛次将は天皇の親衛隊幹部であり、公卿への昇進コース（侍従 → 兵衛佐 → 近衛少将 → 近衛中将（少弁・中弁の場合も） → 参議 の昇進が典型的）に位置したため、上流貴族子弟の殿上人が多く任じられた。9世紀半ばまでは叙爵を受けて五位となった近衛将監が少将に昇進する事例もあったが、以降は次将以上と将監以下に明確な身分差が確立し、将監は叙爵を受けた後に受領に転じるようになる。10世紀末から11世紀には藤原氏忠平流・宇多源氏・醍醐源氏・村上源氏など「公達」とされる家格の上流貴族の子弟でほぼ占められた。鳥羽院政期以降には藤原氏顕季流・同通憲（信西）流・桓武平氏忠盛流など本来は「諸大夫」の家格である院近臣家出身者からも近衛次将に任じられる者が現れるようになった。承徳2年（1098年）に左右近衛次将の定員は合計各8名とされたが、院政期後半（特に後白河院政期）には実際に在籍する人数が増大し、安元元年（1175年）には次将の合計が左右合わせて28人の例が出現する。堂上家出身者で公卿となる者は侍従・兵衛佐・近衛次将を歴任する例が多く、摂家・清華家・大臣家・羽林家の家格の者が近衛次将を経て公卿に昇った。
将監（しょうげん）
左右各1名 ～ 10名。四等官の判官（ジョウ）に相当する。参軍、親衛軍長吏、親衛校尉、録事といった唐名がある。
天平神護元年（765年）2月3日、近衛府の設置とともに従六位上の官位相当。現場指揮官で護衛、警護の体制を組み立てる。近衛将監は六位蔵人・式部丞・民部丞・外記・史・衛門尉などと同様に正月の叙位で叙爵枠があり、毎年1名ずつ従五位下に叙された（巡爵）。五位でこの官職に就くと「左近大夫（さこんのたいふ）将監」・「右近大夫（うこんのたいふ）将監」、略して「左近大夫」・「右近大夫」と称された。

将曹（しょうそう）
左右各4名 ～ 20名。四等官の主典（サカン）に相当する。
天平神護元年（765年）2月3日、近衛府の設置とともに、従七位下の官位相当。現場指揮官で将監の指揮のもと、配下の人数を直接指揮する。

府生（ふしょう）
左右各6名。
番長（ばんちょう：つがいのおさ）
左右各6名。行幸や高官の外出時の警護の際、騎乗を許可され、前駆する。

近衛舎人
各300名。
その他にも役職有り。